# Sporobacter
Sporobacter è un genere di batterio appartenente alla famiglia delle Clostridiaceae.